# Le Mari de mon mari
Pour plus de détails, voir Fiche technique et Distribution.
Le Mari de mon mari est un téléfilm français réalisé par Charles Nemes, diffusé en 2016.

## Synopsis
Juliette, mère de deux enfants est séparée de son mari Christophe. Souhaitant le reconquérir sous le coup des regrets, elle lui rend visite dans son restaurant et ne ménage pas sa surprise en découvrant qu'il est en couple... avec un homme...

## Fiche technique
- Titre original : Le Mari de mon mari
- Réalisation : Charles Nemes
- Scénario : Alexandra Echkenazi (d) et Alexandra Julhiet (d) ; Fabienne Lesieur (collaboration)[1]
- Photographie : Étienne Fauduet
- Musique : Alex Jaffray et Gilles Facérias[1]
- Montage : Édith Paquet
- Production : Delphine Wautier[1]
- Société de production : Multimédia France Productions (MFP)[1]
- Société de distribution : France Télévisions
- Pays d’origine :  France
- Langue originale : français
- Format : couleur
- Genre : comédie
- Durée : 90 minutes
- Dates de diffusion :
  - Suisse romande : 12 avril 2016 sur RTS
  - France : 21 août 2019 sur France 2

## Distribution
- Julie Depardieu : Juliette
- Mathias Mlekuz : Christophe, l’ex-mari de Juliette
- Jérôme Robart : Antoine, le compagnon de Christophe
- Cédric Chevalme : Thierry
- Évelyne Buyle : Catherine
- Benoît Pétré : Fred
- Hubert Saint-Macary : Charles
- Christiane Millet : Monique
- Christelle Cornil : Sophie
- Martin Lamotte : le père d'Antoine
- Nicole Calfan : la mère d'Antoine
- Pablo Beugnet : Quentin
- Églantine Dauny : Zoé
- Nicole Gueden : la femme voulant célébrer son troisième mariage
- Bernard Chéron : l'homme voulant célébrer son troisième mariage
- David Salles : le curé
- Laurence Flahault : la secrétaire du maire

## Production

### Genèse
En 2013, l’ancienne journaliste du Parisien devenue scénariste Alexandra Echkenazi (d) a « envie d'écrire une fiction et la loi sur le mariage pour tous ». Elle rencontre l’auteur en littérature Alexandra Julhiet (d), avec qui elle a « eu l'idée de raconter cette histoire du point de vue de la femme ».

### Tournage
Le tournage a lieu le du 19 novembre au 18 décembre 2015 à Lille et dans sa région,,.
Mathias Mlekuz et Jérôme Robart ont déjà tourné ensemble. Ils étaient respectivement l'inspecteur Bourdeau et le commissaire Nicolas Le Floch dans la série policière historique Nicolas Le Floch, diffusée entre 2008 et 2018 sur France 2.

### Musique
Alex Jaffray et Gilles Facérias composent la musique du téléfilm :
Pistes
- Thème Principal (00:50)
- Manouche Suspens (00:37)
- Buy Your Love (01:33)
- Cuisine à deux (01:11)
- Wedding March Manouche (01:00)

## Accueil

### Diffusions
Co-production de France Télévisions et de la Radio télévision suisse, Le Mari de mon mari est tout d'abord diffusé sur RTS, en Suisse romande, le 12 avril 2016. Il est sélectionné et projeté en février 2017 au festival des créations télévisuelles de Luchon.
En dépit de sa diffusion dès 2016 en Suisse et d'un prix d'interprétation remporté l'année suivante au festival de Luchon, le téléfilm n'est diffusé en France que bien plus tard, le 21 août 2019, sur France 2.

### Critique
Jean-Maxime Renault d'Allociné précise que le téléfilm « n'est pas la pépite que son titre accrocheur pouvait laisser espérer » et qu’« il n'y a pas grand chose à sauver dans ces 90 minutes passablement ringardes et sans grande ambition artistique, qui n'ont même pas l'élégance d'offrir à Julie Depardieu un rôle à sa hauteur. Son personnage manque du piquant et de la fantaisie qui lui vont si bien ».
Pour Stéphanie Guerrin du Parisien : « Malgré de petites maladresses, Le Mari de mon mari est une fiction enlevée pleine de tendresse qui séduit par son ton décomplexé et un génial trio d'acteurs. ».

## Récompense
- Festival des créations télévisuelles de Luchon 2017 : section « Unitaires » — Prix d'interprétation masculine pour Jérôme Robart[1],[4]